# Härliga lott att i ungdomens dagar
Härliga lott att i ungdomens dagar är en psalmtext i sex verser diktad av Conrad Adolf Björkman under 1890-talet.
Melodin i G-dur 4/4 takt är densamma som till Herre, med kraft ifrån höjden bekläd mig.

## Publicerad i
- Ungdomsvännen nr 3/1901
- Ungdomsstjärnan 1901
- Svenska Missionsförbundets sångbok 1920 nr 583 under rubriken "Ungdomsmission".
- Evangeliska sånger 1930 nr 89
- Sionstoner 1935 nr 612 under rubriken "Ungdom".
- Guds lov 1935 nr 548 under rubriken "Barnsånger".
- Kom 1930, nr 62 under rubriken "Trosliv och helgelse".
- Sions Sånger 1951 nr 76
- Sions Sånger 1981 nr 273 under rubriken "Ungdom".